# فيرجيني ديسارنوتس
فيرجيني ديسارنوتس (بالفرنسية: Virginie Desarnauts)‏ هي ممثلة فرنسية. ولدت في 23 أبريل 1974  في تولوز. اشتهرت بدور فيرجيني (ابنة عم جوستين وهيلين جيرارد) ، في المسلسل التلفزيوني القبلات الأولى و مسلسلها العرضي، سنوات الكلية والسنوات الزرقاء. وفي السينما باللعب في فيلم مثل صورة عام 2003، للمخرجين أنياس جاوي وجان بيير بكري، مع ماريلو بيري، الذي حصل على جائزة في مهرجان كان السينمائي.

## فيلموغرافيا

### سينما
- 1995 : جيفرسون في باريس لجيمس إيفوري : تلميذة
- 2004 : كصورة أنييس جاوي : كارين كاسارد
- 2004 : الباريسيون
- 2005 : شجاعة الحب
- 2006 : جان دي لافونتين ، تحدي دانيال فيني : مدام دي سيفيني
- 2011 : نجمتي المحظوظة من آن فاسيو : والدة لويز

### التلفاز
- 1991 : الباسلة (سلسلة) :
- 1993 - 1995 : القبلات الأولى (سلسلة) : فيرجيني جيرارد
- 1995 : معجزة الحب حلقة الوداع الرقيقة : فيرجيني جيرارد
- عام 1995 - عام 1997 : سنوات الكلية (سلسلة) : فيرجيني جيرارد
- 1997 : أعياد الحب ، الموسم الثالث ، الحلقة 3 : المال : لورا
- 1998 : السنوات الزرقاء (سلسلة) : فيرجيني جيرارد
- 1999 : محققو الجزيرة (الحلقة 3 : Battling Jim ) : جيل
- 1999 : حلقة GREC (سلسلة) - لصوفي بواسطة إيمانويل فونليدوسا : كارولين
- 2001 : أعياد الحب ، الموسم الرابع حلقات من 34 إلى 40 : فيرجيني جيرارد
- 2002 : بيير وفريد (فيلم تلفزيوني) لميشال فافارت : كلوثيلد
- 2002 : تحت الشمس ، الموسم الثامن ، الحلقات 39 و 40 : الهروب من السعادة ومن الأب إلى الابن : أنيتا ، عاهرة
- 2003 : ليه كوردييه ، قاض وشرطي ، حلقة كلب شارلوت : الكسندرا
- 2005 : لورا بدأ العد التنازلي (مسلسل قصير) : مانون
- 2006 : نافارو ، الموسم 18 ، الحلقة 1 : عنف مميت : حواء بيليسير
- 2006 : ابنتي السابقة (فيلم تلفزيوني) للمخرج كريستيان سبيرو : فرجينيا
- 2006 : الجاني الحقيقي (فيلم تلفزيوني) : طبيب في المستشفى
- 2007 : الأخت Thérèse.com ، الحلقة القاتل بيننا :
- 2008 : حالات الاختفاء ، العودة للوطن ، الموسم الأول ، الحلقات من 1 إلى 5 : جوين ليروي
- 2008 : نساء القانون ، الموسم التاسع ، الحلقة الثالثة : الحقيقة في متناول يدك : لولا بيريتي
- 2008 : On the Wire ، الموسم الثاني ، الحلقة 6 : العد التنازلي : إلودي ميلان
- 2008 : جوزفين ، الملاك الحارس ، الموسم 12 ، الحلقة 5 : الشجاع : الكسندرا
- 2009 : قسم البحث ، الموسم الرابع ، الحلقة 4 : أعداء حميمون : ميلاني كاتيو
- 2010 : طفلة في الأربعين من عمري (فيلم تلفزيوني) لبيير جواسين : جولي
- 2010 : بيت روشفيل : أوجيني فرومينت دي روشفيل
- 2010 : عشرة أيام لنحب بعضنا البعض (فيلم تلفزيوني) : -
- 2011 : أنا وزوجته السابقة (فيلم تلفزيوني) : كارولين
- 2012 : علم الطب الشرعي RIS ، الموسم 7 ، الحلقة 3 : ماسة زرقاء : صوفي لاريو
- 2012 : توسان لوفرتور (مسلسل صغير) لفيليب نيانغ ، الموسم 1 ، الحلقة 2 : قتال النسور : كاثرين ديلامبر
- 2016 : قانون كريستوف (فيلم تلفزيوني) : كريستين
- 2018 : ماذا ننتظر لنكون سعداء ، سلسلة آن جيافيري وماري هيلين قبطية
- 2019 : قانون داميان دارنو سيليناك : صوفي لوريت

## روابط خارجية
- فيرجيني ديسارنوتس على موقع IMDb (الإنجليزية)
- فيرجيني ديسارنوتس على موقع ألو سيني (الفرنسية)
- فيرجيني ديسارنوتس على موقع أول موفي (الإنجليزية)
- فيرجيني ديسارنوتس على موقع قاعدة بيانات الأفلام السويدية (السويدية)
- فيرجيني ديسارنوتس على موقع قاعدة بيانات الفيلم (الإنجليزية)
- فيرجيني ديسارنوتس على موقع كينوبويسك (الروسية)